# Lijst van locaties in Pirates of the Caribbean
Dit is een lijst van locaties uit de Amerikaanse filmreeks Pirates of the Caribbean. De locaties in de films zijn deels echt bestaand, en deels fictief.

## Davy Jones’ Kist
Davy Jones’ kist ("Davy Jones’ Locker", gebaseerd op de legende van Davy Jones) is een plaats in het hiernamaals, waar Davy Jones de zielen opsluit van mensen die hem hebben bedrogen. In de kist worden deze zielen vervolgens geconfronteerd met hun angsten en persoonlijke gebreken. Voor Jones is dit de ultieme bestraffing voor deze mensen. Onder andere Jack Sparrow ondergaat dit lot aan het eind van de tweede film, waardoor hij in de derde film uit de kist gered moet worden. Voor Jack ziet de kist eruit als een eindeloze woestijn, waarin zijn schip geen kant op kan, gevolgd door een eindeloze zee. Jack is in de kist dusdanig gek geworden, dat hij een complete bemanning voor de The Black Pearl hallucineert, die geheel bestaat uit andere versies van zichzelf.
De meest gangbare manier om in de kist te komen is door op zee te sterven. Een andere manier, en tevens de enige manier waarop men de kist ook weer kan verlaten, is door van de wereld af te varen. De enige plek waar dit kan staat aangegeven op navigatiekaarten die in het bezit zijn van Sao Feng. Om de kist weer te verlaten moet men met een schip de eindeloze zee opvaren, en wanneer de zon ondergaat in de kist het schip laten kapseizen. Zodra de zon in de kist ondergaat, komt hij in de echte wereld op en worden lucht en water omgewisseld. 
De zee in de kist zit vol met zielen van mensen die op zee zijn gestorven, en eigenlijk door Jones naar het hiernamaals hadden moeten worden gebracht maar door hem zijn vergeten.

## Isla de Muerta
Isla de Muerta is het eiland dat Hector Barbossa en zijn bemanning in Pirates of the Caribbean: The Curse of the Black Pearl als haven en schuilplaats gebruiken. Hier ligt onder andere de kist met het vervloekte Azteekse goud, en andere schatten die de piraten hebben buitgemaakt. 
De naam is Spaans (zij het fout geschreven, het moet zijn Isla de la Muerte of Isla de los Muertos) voor Eiland van de Dood of Eiland van de Doden. Het eiland bestaat louter uit rotsen en grotten, is vrijwel altijd in mist gehuld, en eromheen liggen scheepswrakken. De wateren rondom het eiland zijn vergeven van de haaien en andere gevaarlijke dieren. 
Het eiland kan niet worden gevonden, behalve door diegenen die al weten waar het is. Jack Sparrow is in de film in staat het eiland te vinden dankzij zijn kompas, dat altijd wijst naar wat de drager het liefste wil. In Jacks geval is dat zijn schip, dat zich bij het eiland bevindt.
In de tweede film blijkt het eiland te zijn gezonken in zee, samen met alle schatten die er lagen. Zodoende wordt het eiland in geen van de andere films meer gezien.
De grot die werd gebruikt voor de opnames in de film is tot nu toe het grootste bouwwerk ooit dat voor één film gemaakt is in Hollywood. Ze bestaat uit piepschuim en bepleisterd hout.

## Isla Cruces
Isla Cruces is een eiland dat een rol heeft in de film Pirates of the Caribbean: Dead Man's Chest.
Op het eiland zou de Dead Man's Chest van Davy Jones begraven liggen. De Dead Man's Chest wordt opgegraven door Jack Sparrow (Johnny Depp), James Norrington (Jack Davenport) en Elizabeth Swann (Keira Knightley). In de kist zit het hart van Davy Jones. 
Over de geschiedenis van het eiland wordt in de film het volgende onthuld: er was ooit eens de pest op uitgebroken op het eiland waaraan iedereen stierf. Daarom heeft Davy Jones de Dead Man's Chest erop begraven omdat niemand dat eiland toen wilde betreden en stilaan werd het vergeten. Het is wellicht de reden van de vele graven en de open kuilen waar Jack in valt. 
Men ziet in de film ook de laatste overlevende van het eiland, een priester die zelfmoord heeft gepleegd. Hij heeft zichzelf opgehangen. Men kan hem vaag zien in de scène waarin Jack en Norrington vechten in de oude toren.
De kist is af en toe ook te zien in de film Pirates of the Caribbean: At World's End.

## Pelegosto
Pelegosto is een eiland dat voorkomt in de film Pirates of the Caribbean: Dead Man's Chest.
In de film wordt de crew van de The Black Pearl, die vluchten voor de Kraken van Davy Jones, op dit eiland gevangengenomen door kannibalen. Jack Sparrow wordt door hen aangezien als een God in menselijke gedaante. Om hem te bevrijden uit zijn menselijk lichaam zullen ze hem verbranden en opeten. Terwijl hij op die dag wacht, mag hij leider zijn van de Pelegostos. Maar als Jack even wegglipt ziet hij in een hutje specerijen van de Oost-Indische Compagnie, dat wil zeggen dat de Compagnie zelfs invloed heeft bij primitieve stammen in de Caraïben. De Pelegosto-scene wil ook zeggen dat Jack nergens veilig is: niet op zee want daar wordt hij opgejaagd door de Kraken, Davy Jones en Beckett, en op land wordt hij bedreigd door kannibalisme. 
De crew weet te ontsnappen van het eiland met de hulp van Will Turner. De Pelegostos blijven alleen achter samen met Puchie, de hond met de sleutels. Als de bemanning vlucht voegen Pintel en Ragetti zich toe aan de crew van The Black Pearl die het eerst wilden stelen.
Op dit eiland woont ook Tia Dalma. Ze heeft een hut aan de andere kant van het eiland ten opzichte van het kannibalendorp.
De scènes op dit eiland werden gefilmd op Dominica.

## Port Royal
Port Royal, gebaseerd op het echt bestaande Port Royal, is de stad waar het kantoor van gouverneur Weatherby Swann is gevestigd. Elizabeth Swann en Will Turner wonen hier in de eerste film ook. In de eerste film wordt Port Royal aangevallen door de bemanning van The Black Pearl omdat zich hier het laatste ontbrekende stuk Aztekengoud bevindt. In de overige films speelt de plaats geen noemenswaardige rol.

## Shipwreck Cove
Shipwreck Cove is een inham op het fictieve Shipwreck Island. De inham wordt gezien in de film Pirates of the Caribbean: At World's End. 
Het eiland en de inham bestaan van binnen vrijwel geheel uit de wrakstukken van vergane schepen, vandaar de naam. Om er te komen moet men door een smalle vaargeul genaamd de Devil’s Throat, waar al menig schip vergaan is. Het eiland is een goed verdedigd bouwwerk dat makkelijk aanvallen en belegeringen kan weerstaan. Het is hier dat de Broederschap Bijeenkomst plaatsvindt. 

## Singapore
Het Singapore uit de filmreeks wordt gezien in de derde film. Het bestaat grotendeels uit waterwegen en houten gebouwen. Hector Barbossa en Elizabeth Swann bezoeken hier Sao Feng om de kaarten naar Davy Jones’ kist te vinden. 
Het Singapore uit de films is beduidend anders dan het historische Singapore. De haven van Singapore werd in 1819 gesticht. In de tijd dat de film zich afspeelt was het enkel nog een vissersplaatsje genaamd Temasek.

## Tortuga
Tortuga, gebaseerd op het echt bestaande Île de la Tortue, is in de films een eiland dat door veel piraten en andere duistere figuren als uitvalsbasis wordt gebruikt. Het eiland staat niet onder controle van de Royal Navy of Britse Oost-Indische Compagnie, waardoor het een vrije maar tevens regelloze haven is. Veel schepen doen deze haven aan om te kunnen handelen zonder de hoge handelskosten van de Oost-Indische Compagnie. Voor Jack is Tortuga een vaste thuishaven. 
In de eerste film ronselen Jack en Will in Tortuga een crew voor de jacht op The Black Pearl. In de tweede film komt Will naar Tortuga wanneer hij op zoek is naar Jack. Later in deze film probeert Jack in Tortuga 99 mensen te vinden die hij aan Davy Jones kan geven in ruil voor zijn eigen ziel. Aan het eind van de derde film doet The Black Pearl Tortuga nog eenmaal aan. 

## Overige locaties
- Parley Sandbar : een zandbank waar in de derde film Cutler Beckett en Davy Jones onderhandelen met Barbossa en Swann. Omdat Davy Jones geen land kan betreden, moet hij in een emmer met water staan op het eiland.
- Frozen Ocean: een oceaan gevuld met ijsbergen en gletsjers, gelegen aan het einde van de wereld.
- Dead Kraken Island: het eiland waar Jacks crew in de derde film het eerst aankomt na hun ontsnapping uit de kist, en waar ze de dode Kraken vinden.
- Black Sam's Spit/Rumrunner's Isle: een klein eiland waar Jack door Barbossa op achtergelaten werd ten tijde van de muiterij (voor aanvang van de eerste film), en waar gedurende de eerste film Jack en Elizabeth nogmaals op worden achtergelaten. Het eiland was ten tijde van Jacks eerste komst daar een uitvalsbasis voor rumsmokkelaars, maar bij zijn tweede komst is het eiland verlaten.
- Londen* : hier ontsnappen Jack Sparrow en Joshamee Gibbs aan de militairen.